# Aero Mongolia
Aero Mongolia is een Mongoolse luchtvaartmaatschappij met haar thuisbasis in Ulaanbaatar.

## Geschiedenis
Aero Mongolia is opgericht in 2002 en gestart met vluchten in 2003.

## Diensten
Aero Mongolia voert lijnvluchten uit naar:(winter 2006)
Binnenland:
Altai, Dalanzadgad, Donoi, Hovd, Hovd Bulgan, Murun, Tosontzengel, Ulgll, Ulaanbaatar, Ulaangom,Uliastai.
Buitenland:
Chengju, Huhhot,Irkutsk, Tianjin.

## Vloot
De vloot van Aero Mongolia bestaat uit:
- 3 Fokker 50